# Hold On (Martin Garrix)
Hold On è un singolo musicale prodotto dal dj olandese Martin Garrix, i duo russo Matisse & Sadko e il cantante svedese Michel Zitron. Il brano è stato considerato come la sesta collaborazione tra Garrix e il duo russo e la seconda insieme a Zitron.

## Pubblicazione
Il brano è stato presentato in anteprima mondiale al suo show personale al Rai Amsterdam durante l'ADE events. Garrix rivela che il brano è stato realizzato 24 ore prima dell'evento, mentre Matisse & Sadko tramite social media hanno confermato che è una nuova collaborazione con Garrix. Successivamente dopo aver suonato in diversi show, rivela che il brano uscirà a fine Dicembre, come suo ultimo brano del 2019 e della sua casa discografica Stmpd Rcrds.

## Video musicale
Il videoclip è stato pubblicato in concomitanza con l'uscita del singolo sul canale YouTube del DJ, mostrando il recap del suo spettacolo annuale.

## Traccia
Download digitale
1. Hold On (feat. Michel Zitron) - 4:04

Download digitale - remix
1. Hold On (feat. Michel Zitron) (Julian Jordan Remix) - 4:40

## Formazione
- Aleksander Parkhomenko: scrittore e produttore
- John Martin: scrittore
- Martijn Garritsen: scrittore e produttore
- Michel Zitron: scrittore e voce
- Yuri Parkhomenko: scrittore e produttore